# SPV E610
SPV E610 (nazywany też Amoi E78) — model telefonu komórkowego produkowanego przez Amoi dla marki SPV i wyłącznie dla sieci Orange. Jest typowym smartfonem, który pracuje z systemem Microsoft Windows Mobile 5.0. Identyczny z Amoi 6711 i AT&T SMT5700. Pamięć: 64MB RAM i 128MB ROM.